# Puente de Vadollano
El puente de Vadollano es un puente en arco de origen Moderno (probablemente del siglo XVIII), situado en el término municipal de  Vilches, en Andalucía (España). Este puente se yergue sobre el río Guarrizas, a unos 9 km de  Linares, cerca de la carretera A-312 dirección Arquillos.

## Descripción y entorno

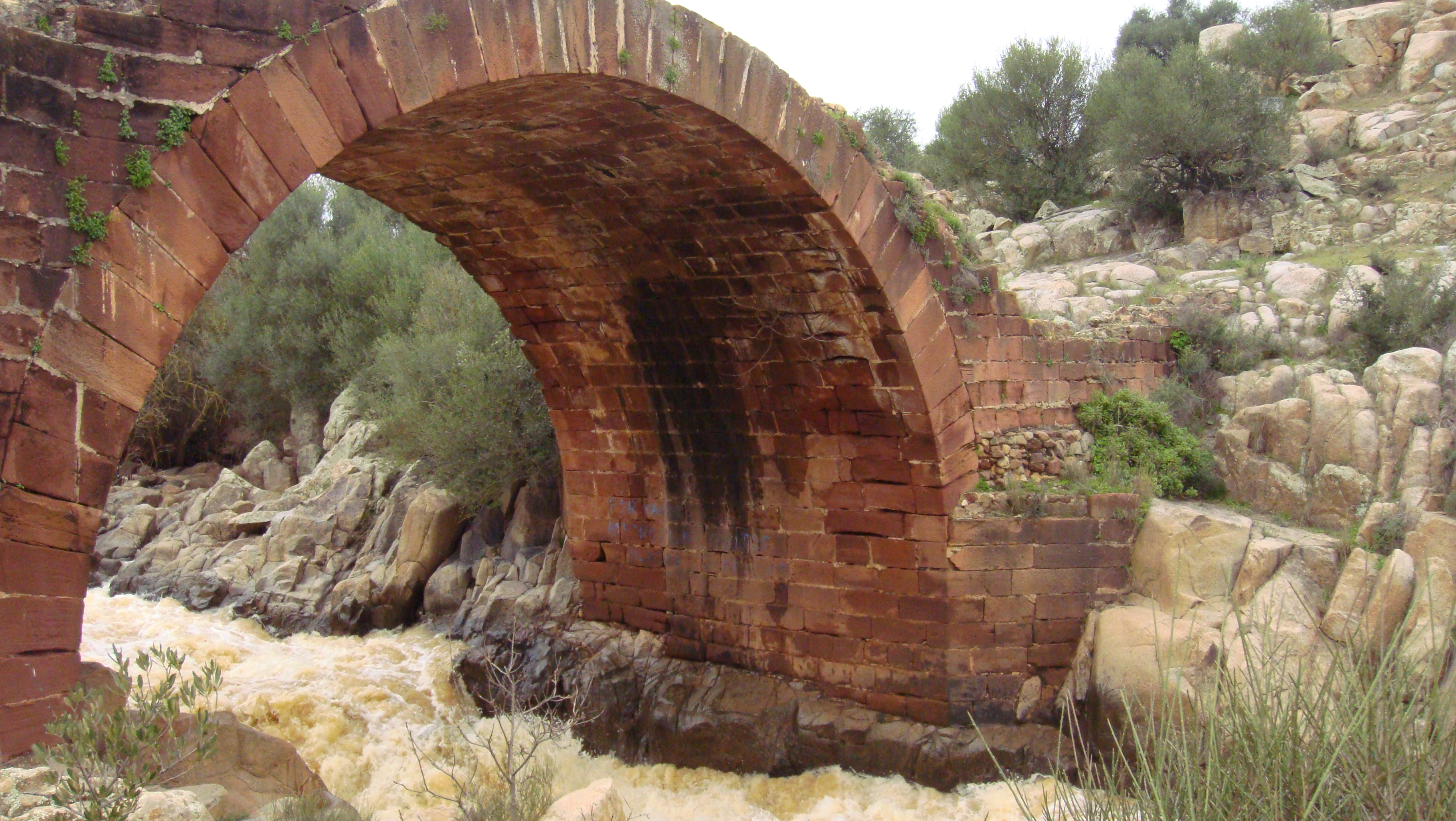
Monumento Natural El Piélago, Linares-Vilches (provincia de Jaén).

Se trata de un puente de un solo arco, de bóveda de cañón, con estribos apoyados en roca y construido en sillería. Actualmente carece de plataforma, por lo que no es posible asegurar si esta era plana o en lomo.
Está integrado en el paraje denominado El Piélago, declarado Monumento Natural por la Junta de Andalucía, cuya mayor parte se encuentra ya dentro del municipio de Vilches. Se trata de un paisaje de rocas graníticas, por el que se despeña el río, en dos espectaculares cascadas, salvando de esta forma la llamada Falla de Linares. Está rodeado de un bosque de acebuches, con una interesante fauna avícola: Milano negro, Lavandera Cascadueña, Garza Real, Ánade Real, etc.

## Historia
Su construcción se suele otorgar a fechas de época romana pero muy probablemente es de época Moderna (siglo XVIII).